# Csádi arab nyelv
A csádi arab nyelv vagy más néven shuwai arab nyelv az arab nyelv Csádban használt válfaja, amelynek anyanyelvi használó nem éri el az egymilliót, de közvetítő nyelvként alkalmazzák a helyi törzsek, így a csádi arab inkább perifériális nyelv. Ugyanebbe a kategóriába tartozik a nigériai arab nyelv. A Csádban zajló háborús konfliktusok miatt nagyon sok beszélő menekült Kamerun, Niger, Nigéria és Szudán területére. Csád elmaradottsága és a fel-felújuló konfliktusok miatt a csádi arabnál nem alakult ki még semmilyen írásbeliség, mint más észak-afrikai arab nyelveknél.